# Paulo Rink
Paulo Rink (Curitiba, 21 februari 1973) is een voormalig Duits - Braziliaans profvoetballer die onder meer speelde voor Vitesse.
Rink begon zijn carrière bij de club waar hij zijn jeugdopleiding genoten had, namelijk Atlético Paranaense. Als jonge speler wist hij de eerste twee seizoenen geen potten te breken, hierdoor speelde Rink in 1994 en 1995 niet op het hoogste niveau. Hij kwam echter ijzersterk terug in het seizoen 1996 waarin de spits 13 keer wist te scoren voor Atlético Paranaense. Zijn goede prestaties waren ook in Europa opgemerkt, waarna Bayer 04 Leverkusen het slagvaardigst bleek. De Duitse club betaalde zes miljoen dollar voor de speler; toentertijd de hoogste transfersom betaald voor een speler van Atlético Paranaense.
Rink was in het vijfjarige verblijf bij Bayer 04 Leverkusen vaak belangrijk voor zijn ploeg. Doordat Rink zich genaturaliseerd had tot Duitser werd hij in 1998 opgeroepen voor het Duits voetbalelftal. Rink zou uiteindelijk 13 interlands spelen, waaronder wedstrijden op het EK 2000.
Na zijn periode bij Bayer 04 Leverkusen speelde Rink nog kortstondig bij 1. FC Nürnberg en Energie Cottbus om vervolgens naar het Cypriotische Olympiakos Nicosia te vertrekken waar Rink hoopte zijn carrière nieuw leven in te blazen. Rink presteerde er goed en maakte negen doelpunten, maar de spits vond het niveau van de Cyrpiotische competitie te laag. Het tegen degradatie strijdende Vitesse zag in de winter van het seizoen 2003/04 haar kans schoon en dacht voor weinig geld hun beoogde aanvalsleider binnen te hebben gehaald. Rink kreeg het echter meerdere malen aan de stok met toenmalig trainer Edward Sturing. Sturing verweet Rink een lakse houding tijdens de trainingen.
 Ondanks deze perikelen had Rink met vijf doelpunten na de winterstop, waaronder twee beslissende doelpunten op de laatste speeldag tegen FC Utrecht, een belangrijk aandeel in het lijfsbehoud van Vitesse dat seizoen.
Mede door de slechte verstandhouding met Sturing vertrok Rink na een half seizoen alweer bij Vitesse. Hij koos verrassend genoeg om in het verre Zuid-Korea te gaan spelen bij Jeonbuk Hyundai Motors. Rink kon er geen potten breken en vertrok na één seizoen weer terug naar Cyprus. Bij Olympiakos Nicosia en Omonia Nicosia scoorde Rink weer als vanouds. Na anderhalf jaar besloot Rink zijn carrière af te sluiten bij de club waar het allemaal begon. In 13 wedstrijden zou Rink nog eenmaal weten te scoren voor Atlético Paranaense.
Op dit moment is hij actief in de politiek.

## Statistieken
| seizoen | club                   | competitie                    | wed. | goals |
| ------- | ---------------------- | ----------------------------- | ---- | ----- |
| 1992    | Atlético Paranaense    | Campeonato Brasileiro Série A | 4    | 0     |
| 1993    | Atlético Paranaense    | Campeonato Brasileiro Série A | 9    | 1     |
| 1994    | Chapecoense (huur)     | ?                             | ?    | ?     |
| 1996    | Atlético Paranaense    | Campeonato Brasileiro Série A | 22   | 13    |
| 1997/98 | Bayer 04 Leverkusen    | Bundesliga                    | 29   | 9     |
| 1998/99 | Bayer 04 Leverkusen    | Bundesliga                    | 18   | 5     |
| 1999    | Santos FC              | Campeonato Brasileiro Série A | 12   | 0     |
| 1999/00 | Bayer 04 Leverkusen    | Bundesliga                    | 16   | 10    |
| 2000/01 | Bayer 04 Leverkusen    | Bundesliga                    | 23   | 5     |
| 2001/02 | Bayer 04 Leverkusen    | Bundesliga                    | 1    | 0     |
|         | 1. FC Nürnberg         | Bundesliga                    | 19   | 3     |
| 2002/03 | Energie Cottbus        | Bundesliga                    | 12   | 3     |
| 2003/04 | Olympiakos Nicosia     | A Divizion                    | 14   | 9     |
|         | Vitesse                | Eredivisie                    | 17   | 5     |
| 2004    | Jeonbuk Hyundai Motors | K-League                      | 11   | 1     |
| 2004/05 | Olympiakos Nicosia     | A Divizion                    | 9    | 1     |
| 2005/06 | Olympiakos Nicosia     | A Divizion                    | 12   | 13    |
|         | Omonia Nicosia         | A Divizion                    | 13   | 10    |
| 2006    | Atlético Paranaense    | Campeonato Brasileiro Série A | 13   | 1     |